# Station Billingstad
Station Billingstad  is een station in Billingstad in de gemeente Asker in fylke Viken  in  Noorwegen. Het  station  werd geopend in 1919. Billingstad ligt aan Drammenbanen en wordt bediend door lijn L1, de stoptrein die pendelt tussen Spikkestad en Lillestrøm.